# Robert Heinrich Wagner
Robert Heinrich Wagner (Eberbach, 13 ottobre 1895 – Belfort, 14 agosto 1946) è stato un politico e militare tedesco, funzionario del partito nazista, Gauleiter e Reichsstatthalter di Baden, Capo dell'Amministrazione Civile dell'Alsazia durante l'occupazione tedesca della Francia nella seconda guerra mondiale.

## Biografia
Nacque a Lindach nel Granducato di Baden, all'epoca nell'Impero tedesco, da Peter Backfisch e Catherine Wagner, in una famiglia di contadini, secondo di cinque figli. Dopo aver frequentato la volksschule a Lindach, si iscrisse nel 1910 in una scuola preparatoria a Heidelberg e successivamente in una scuola normale per insegnanti.
Allo scoppio della prima guerra mondiale, Wagner abbandonò gli studi, che non terminò mai, e fu volontario per un anno nell'esercito imperiale tedesco. Fu assegnato al 110º Reggimento Granatieri (2° Baden). Dopo essere stato ferito e ricoverato in ospedale nel luglio 1915, frequentò i corsi di addestramento per ufficiali di riserva e fu nominato tenente nel febbraio 1916.
Assegnato come capo plotone nel 110º reggimento di riserva dal luglio 1916 fino alla fine della guerra, fu nuovamente ferito in un attacco con gas velenosi nel giugno 1917. Prese parte ad alcune delle battaglie più famose sul fronte occidentale, comprese le operazioni nelle Fiandre, la battaglia di Verdun, la battaglia della Somme, la battaglia dell'Artois e la battaglia delle Argonne. Fu decorato al valore con la Croce di Ferro di I e II classe, e congedato nel dicembre 1918, dopo la fine della guerra.
Nel febbraio 1919 Wagner si unì al 2º Battaglione Volontari del Baden, con il quale partecipò alla repressione dei disordini rivoluzionari a Mannheim e Karlsruhe. Questa unità fu trasferita al 113º Reggimento di difesa del Reichswehr nel marzo 1920. Nel gennaio 1921 la stessa unità fu trasferita al 14º Reggimento di fanteria, con sede a Costanza. Fu in questo periodo che cambiò ufficialmente il suo nome in Wagner, prendendo il cognome da nubile di sua madre: il motivo del cambio di nome da quello del padre fu probabilmente per evitare le prese in giro dei suoi colleghi ufficiali in tedesco il suo cognome significa "pesce fritto").

### L'incontro con Hitler
Nel settembre del 1923, ormai Oberleutnant, fu assegnato alla Scuola di Fanteria di Monaco, allora la principale struttura di addestramento degli ufficiali in Germania. Fu a Monaco che Wagner incontrò Adolf Hitler ed Erich Ludendorff, grazie alla sua amicizia con Heinz Pernet, figliastro di Ludendorff, e ne fu immediatamente affascinato.
Il 9 novembre 1923 prese parte al Putsch di Monaco, guidando i suoi allievi di fanteria al Bürgerbräukeller. Il 26 febbraio 1924 fu processato con Hitler e altri otto uomini per la partecipazione nel golpe: fu processato il 1º aprile e condannato a 15 mesi di reclusione, di cui scontò 11 settimane nella prigione di Landsberg.
Fu licenziato dalla Reichswehr il 24 maggio. Durante il periodo in cui il partito nazista fu bandito, Wagner rimase attivo come oratore nei raduni politici e fu arrestato sei volte per disordini politici.

### Carriera nel Partito Nazista

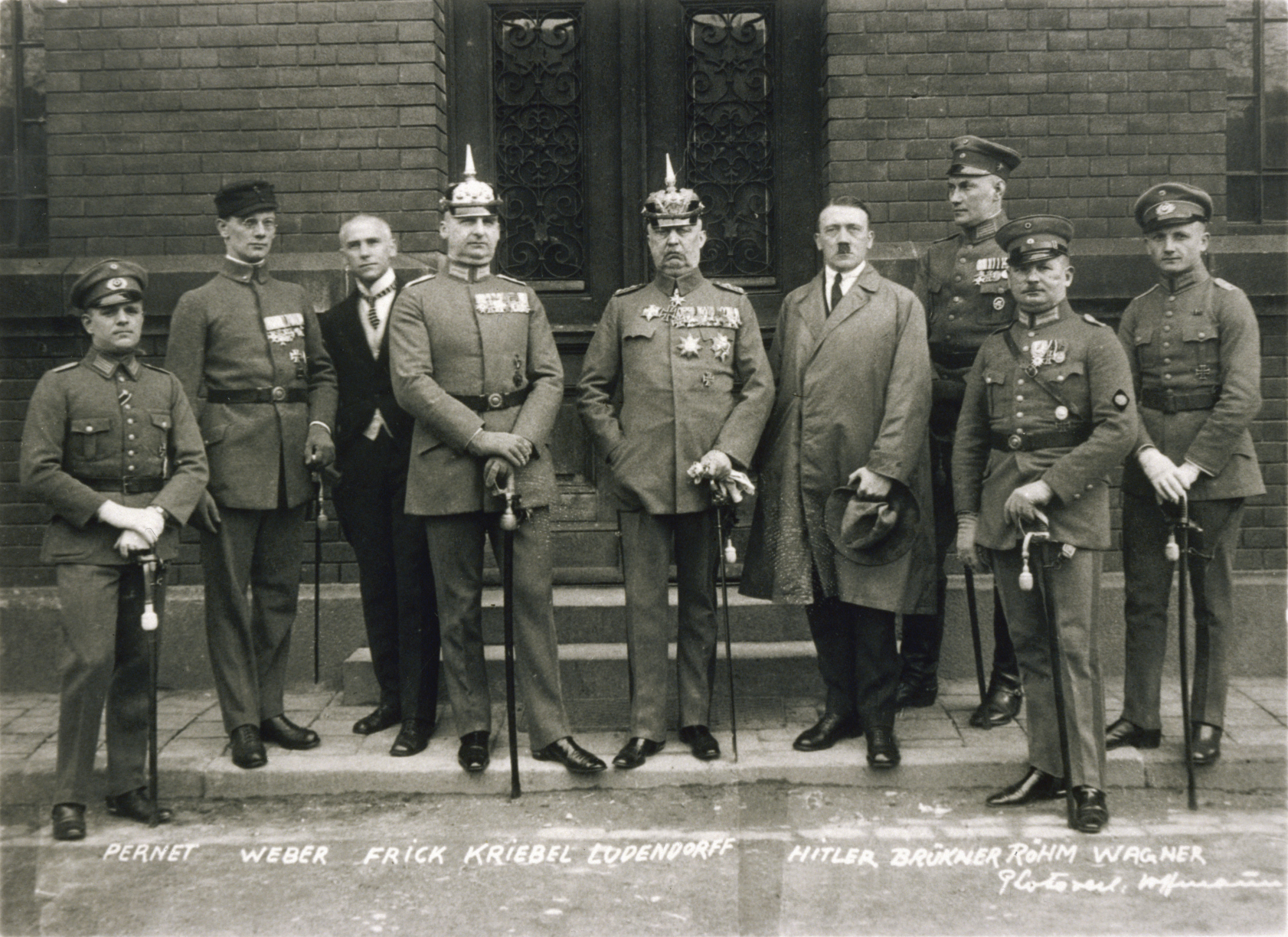
Nove degli imputati nel processo per tradimento del Putsch di Monaco il 1º aprile 1924. Robert Wagner è all'estrema destra

Quando il partito nazista fu ristabilito nel febbraio 1925, Wagner si iscrisse immediatamente (numero di iscrizione 11.540). Il 25 marzo 1925 fu nominato Gauleiter di Baden. Nel 1927 divenne editore del giornale di propaganda nazista, Der Führer. Nel 1928 fu imprigionato per due mesi per aver pubblicato un articolo offensivo. Nel marzo 1929 fu accusato di diffamazione a Friburgo e poi assolto. Nell'ottobre 1929 fu eletto al Landtag del Baden. Un altro caso per diffamazione nel 1930 portò all'assoluzione in appello. Dal dicembre 1932 al marzo 1933 fu temporaneamente trasferito al quartier generale del Partito alla Braunes Haus di Monaco come deputato di Robert Ley e capo dell'Hauptpersonalamt (Ufficio principale del personale).
Dopo la presa del potere nazista, Wagner fu eletto il 5 marzo 1933 al Reichstag nel collegio elettorale del Baden. Riprendendo la sua posizione di Gauleiter, l'8 marzo fu rimandato a prendere il controllo del governo dello stato del Baden in qualità di Reichskommissar. Quando il gabinetto eletto si dimise l'11 marzo, Wagner assunse il controllo completo come Ministro-Presidente e Ministro dell'Interno.
Il 5 aprile emanò un decreto con cui vietava a tutti i non ariani di occupare i servizi pubblici. Il 5 maggio, dopo aver lasciato la presidenza a Walter Köhler, assunse la nuova e più potente carica di Reichsstatthalter del Baden, unendo così sotto il suo controllo le più alte cariche di partito e di governo sotto la sua giurisdizione. Il 30 gennaio 1936 Wagner fu nominato Gruppenführer nel Nationalsozialistisches Kraftfahrkorps e il 30 gennaio 1939 fu promosso Obergruppenführer.
Fu un nazista devoto, attuando integralmente le politiche del Partito riguardanti la persecuzione degli ebrei, l'applicazione delle leggi di Norimberga, il pogrom della Notte dei cristalli e la persecuzione contro le chiese.

## Capo dell'Amministrazione Civile dell'Alsazia
Poco dopo lo scoppio della seconda guerra mondiale, fu nominato nei Comitati di difesa V e XII della Wehrkreise, in cui si trovavano alcune regioni del suo Gau. Dopo la caduta della Francia, la Germania incorporò l'Alsazia nel Grande Reich tedesco e il 2 agosto 1940 Wagner divenne capo dell'amministrazione civile della regione. Il 22 marzo 1941 il suo Gau fu rinominato Gau Baden-Elsaß.
In un incontro con Hitler il 20 giugno 1940, alla presenza anche di Josef Bürckel, il capo dell'amministrazione civile per la Lorena, Hitler li informò di volere una germanizzazione totale delle due aree francesi occupate, con ogni mezzo necessario, entro dieci anni. Wagner ha immediatamente intrapreso un'aggressiva campagna di germanizzazione in Alsazia, giurando di raggiungere questo obiettivo in metà tempo: proclamò il divieto di parlare francese in pubblico, ordinò il ripristino dei vecchi toponimi tedeschi esistenti prima del 1918, le persone con nomi di battesimo francesi dovevano cambiarli con i loro equivalenti tedeschi. Le scuole dovevano insegnare le teorie razziali naziste e stabilì la partecipazione obbligatoria nella Gioventù hitleriana e nella Lega delle ragazze tedesche per indottrinare la gioventù alsaziana, impose anche l'iscrizione obbligatoria al Reichsarbeitsdienst per gli alsaziani in età lavorativa. Wagner istituì personalmente il Campo di concentramento di Vorbruck-Schirmeck, dove nel 1942 furono incarcerati circa 1.400 persone.
Il 25 agosto 1942 Wagner emanò un decreto che ordinò la coscrizione nella Wehrmacht a tutti gli uomini alsaziani in età da servizio militare. Questa scelta politica fu molto impopolare ed ebbe l'effetto di una crescente opposizione contro l'occupazione tedesca. Nel febbraio 1943, Wagner ordinò l'esecuzione di 12 uomini di Ballersdorf che cercarono di evitare il servizio militare obbligatorio tentando di attraversare il confine con la vicina Svizzera. Intraprese anche una campagna per liberare l'Alsazia dagli ebrei, guadagnandosi il soprannome di Schlächter vom Elsaß, macellaio d'Alsazia. Il 22 ottobre, avviò una massiccia deportazione degli ebrei nella Francia di Vichy con sette treni carichi di ebrei radunati e deportati dall'Alsazia senza nessun preavviso, confiscando le loro proprietà e i possedimenti. Il 22 ottobre 1940 riferì a Berlino:"Baden ist als erster Gau judenfrei" (Baden è il primo Gau ad essere libero dagli ebrei). Gli ebrei espulsi sia dal Baden che dall'Alsazia furono ospitati in condizioni crudeli nel campo di internamento di Gurs, ai piedi dei Pirenei. Circa 2.000 furono deportati nei campi di concentramento di Majdanek e Auschwitz e assassinati nel 1942. Dei 4.464 ebrei inviati al campo di Gurs, sopravvissero in meno di 800 persone.
Il 16 novembre 1942, la giurisdizione dei Commissari per la Difesa del Reich fu assegnata dalla Wehrkreis al Gau e Wagner fu nominato commissario per il suo Gau. Si assunse la responsabilità delle misure di protezione civile, della difesa aerea e dell'evacuazione, nonché della gestione del razionamento in tempo di guerra e della soppressione dell'attività del mercato nero. Il 25 settembre 1944 Wagner fu nominato comandante delle Volkssturm, le unità della milizia popolare nazista, nel suo Gau. Quando le forze alleate si avvicinarono all'Alsazia, fuggì da Strasburgo attraverso il fiume Reno il 23 novembre 1944.
Le forze alleate invasero il Baden nella primavera del 1945 e Wagner continuò a offrire la resistenza militare, mobilitando i battaglioni Volkssturm e distribuendo i volantini in cui si incitava agli atti di sabotaggio e di rivolte partigiane da parte delle unità Werwolf nelle aree già occupate dagli alleati e minacciando anche la pena di morte per chiunque avesse cercato di fuggire.
Seguendo la tecnica della terra bruciata dettagliata nel Decreto Nerone di Hitler, ordinò alle città del Baden di distruggere le loro infrastrutture per ostacolare l'avanzata degli Alleati. Karlsruhe, la capitale, cadde in mano alla prima armata francese il 4 aprile 1945, e Wagner fuggì a Costanza. Secondo quanto riferito, cercò di entrare in Svizzera ma fu respinto dalle guardie di frontiera.

## Cattura, processo e morte
Il 29 aprile 1945 Wagner si nascose vicino a Tuttlingen fingendosi un bracciante. Il 29 luglio 1945 si consegnò alle forze americane a Stoccarda, che a loro volta lo consegnarono alle autorità francesi all'inizio del 1946. Wagner fu processato dal 23 aprile al 3 maggio 1946 e condannato a morte dal Tribunale Militare Permanente di Strasburgo. La sentenza fu eseguita dal plotone di esecuzione il 14 agosto 1946.
Wagner rimase un leale nazista fino alla fine, come mostrano le sue ultime parole prima dell'esecuzione:«Lunga vita alla Grande Germania, viva Adolf Hitler, viva il nazionalsocialismo». Il 1º settembre 1950 Wagner fu classificato postumo come uno dei principali delinquenti di categoria I dal tribunale di denazificazione del Baden.